# Gerhard Schaumann
Gerhard Schaumann (* 20. April 1927 in Lobenstein, Thüringen) ist ein deutscher Autor.

## Leben

### Kindheit und Jugend
Seine Kindheit verlebte er mit seinen Eltern in Lobenstein und Gera. Dort ging er zur Schule und stand 1945 vor der Reifeprüfung zum Abitur, aber der Jahrgang wurde bereits für die Kriegsmaschinerie des damaligen Regimes benötigt. Schaumann kam zum Reichsarbeitsdienst und zur Wehrmacht. Zwangsläufig folgte an der Ostfront die sowjetische Kriegsgefangenschaft, die er als Heimkehrer 1945 schon beenden konnte.

### Berufliche Laufbahn
In der Gefangenschaft erhielt er wohl die Anregung für die russische Sprache, denn sein Berufsweg begann vom Russischlehrer zur Lehrkraft für russische und sowjetische Literatur und Lehrerausbildung über den Assistenten am Pädagogischen Institut in Leipzig. 1960 kam er als Assistent an die Friedrich-Schiller-Universität nach Jena. Promoviert wurde er 1963 und 1972 habilitierte er sich. 1973 wurde er in Jena zum Professor berufen.
Bereits 1946 wurde er Mitglied der SED. Er folgte aber mehr dem Marxismus als den Leitlinien der Partei und war mehr mit den Intellektuellen wie Bertolt Brecht verbunden. Er hoffte, wie viele andere, auf eine entwickelte DDR und auf bessere ungestörte Zeiten.
Nach der Wende wurde Gerhard Schaumann Direktor des wieder gegründeten Instituts Slawistik bis zu seiner Pensionierung im Jahre 1993.

### Privates
Gerhard Schaumann hat zwei Söhne aus erster Ehe und wohnt mit seiner zweiten Gattin seit 1990 in Tautenburg. Er und seine Ehepartnerin sind aktiv am kulturellen Leben im Dorf gemeinsam mit dem Verschönerungsverein und der Gemeinde tätig. Sie organisieren Vorträge, Buchlesungen, Führungen und Konzerte. Sein Buch Tautenburg bei Jena – Kulturgeschichte einer thüringischen Sommerfrische  war ein Höhepunkt im gesellschaftlichen Leben des Ortes anlässlich der 775-Jahr-Feier.

## Auszeichnungen
Für seine Einsatzbereitschaft wurde Gerhard Schaumann am 8. Juni 2007 die Ehrenbürgerschaft der Gemeinde Tautenburg verliehen.

## Werke (Auswahl)
- Beziehungen sind alles – Erzählungen und Feuilletons, Ilja Ilf und Jewgeni Petrow (Autoren), Gerhard Schaumann (Herausgeber)
- Gedichte. russisch – deutsch, Wladimir Majakowski (Autor), Gerhard Schaumann (Herausgeber), ISBN 3379002445
- Die fromme Lüge von Aleksandr I. Kuprin und Gerhard Schaumann (1967)
- Erinnerungen an Majakowski, Gerhard Schaumann (Herausgeber) (1972)
- Iwan Bunin: Nächtliches Gespräch. Insel-Verlag, Leipzig, 1978, Insel-Bücherei Nr. 1021, Herausgeber und Nachwort
- Mitteldeutsche Miniaturen, Bd.2, Tautenburg bei Jena, Gerhard Schaumann (Autor) (1998) ISBN 3931505383